# Blakea eriocalyx
Blakea eriocalyx är en tvåhjärtbladig växtart som beskrevs av John Julius Wurdack. Blakea eriocalyx ingår i släktet Blakea och familjen Melastomataceae. Inga underarter finns listade i Catalogue of Life.